# Santiago Vázquez (periodista)
Santiago Vázquez (Montemayor de Pililla, Valladolid, 28 de novembre de 1930 – 19 de novembre de 2022) va ser un periodista espanyol.

## Biografia
Molt jove es va traslladar a Segòvia on va debutar en 1949 com a locutor en l'emissora de ràdio local. En 1959 va ingressar en RNE i el 14 de febrer de 1960 es va incorporar a Televisió Espanyola, entrant a formar part dels serveis informatius. A partir d'aquell moment esdevé un dels rostres més populars del mitjà durant els dues dècades següents. En els anys seixanta va presentar programes com a Panorama de actualidad (1963), Aquí España (1965) o Plaza de España (1966), Noche del sábado (1967-1968) o La quiniela (1968). A finals d'aquesta dècada s'incorpora com a redactor del Telediario.
No obstant això no va ser fins a finals de la dècada dels setanta quan li arriba l'oportunitat de dirigir i presentar un espai que va marcar una època en el món de la televisió: El divulgatiu Un mundo para ellos, que per primera vegada en televisió a Espanya abordava temes com les relacions entre pares i fills.
Després d'abandonar TVE al juny de 1992, ha treballat en premsa escrita, col·laborant amb els diaris ABC i La Razón.
En 2003, va publicar les seves memòries, titulades Testigo de una vida, que li va valer el Premi Diego de Colmenares atorgat pel Centro Segoviano de Madrid. També ha publicat Isabel I de Castilla: una Reina para la historia (2005).
Col·laboràen el programa Sexta Dimensión, de Radio Nacional de España, amb la secció Claves de la Historia.
Es germà del també periodista Javier Vázquez. És pare de Santiago, Fernando i Pilar Vázquez.

## Programes a TVE
- Panorama de actualidad (1963)
- Aquí España (1965)
- Plaza de España (1966)
- Noche del sábado (1967-1968)
- La quiniela (1968)
- Telediario (1968-1973)
- Buenas tardes (1973-1974)
- El mundo de la televisión (1975-1976)
- Voces a 45 (1975)
- Siete días (1977-1978)
- Un mundo para ellos (1979-1983)
- Generación 800 (1985)
- La hora de la salud (1990-1991)
- La hora de vivir (1991-1992)